# 劉岱 (小沛)
劉 岱（りゅう たい）は、中国後漢末期の武将。曹操に仕えた。字は公山。本貫は豫州沛国（現在の江蘇省沛県周辺）。

## 経歴
建安4年（199年）、劉備が徐州刺史の車冑を殺害し、曹操の下から独立。曹操は劉岱・王忠を派遣して劉備を討伐させたが、勝利は得られなかった。この際に劉備は「お前たち百人が来たとしても私をどうすることも出来ぬ。曹公（曹操）自身が来るならどうなるかは分からぬが」と述べたという。劉岱は司空長史として曹操の征伐に付き従い、功績を挙げ、列侯に封ぜられた。
羅貫中の小説『三国志演義』では、同名の兗州刺史と事績が混同されている。詳細は劉岱 (東萊)を参照。